# Liste der Nummer-eins-Hits in Australien (1977)
Diese Liste enthält alle Nummer-eins-Hits in Australien im Jahr 1977. Grundlage sind die Top 50 der australischen Charts der ARIA. Es gab in diesem Jahr 13 Nummer-eins-Singles und 6 Nummer-eins-Alben.

## Singles
| ← 1976 ← | Liste der Nummer-eins-Hits in Australien | Liste der Nummer-eins-Hits in Australien | Liste der Nummer-eins-Hits in Australien                                               | 1978 →                    |
| \| Zeitraum \| Wo. ges. \| Interpret \| Titel Autor(en) \| Zusätzliche Informationen \| \| (Zeitraum, Wochen auf Platz eins, Interpret, Titel, Autor[en], zusätzliche Informationen) \| \| \| \| \| \| ----------------------------------------------------------------------------------------- \| -------- \| ------------------ \| -------------------------------------------------------------------------------------- \| ------------------------- \| \| 27. Dezember 1976 – 30. Januar 1977 5 Wochen \| 5 \| Chicago \| If You Leave Me Now Peter P. Cetera \| – \| \| 31. Januar 1977 – 20. März 1977 7 Wochen \| 7 \| Pussyfoot \| The Way You Do It Mick Flinn \| – \| \| 21. März 1977 – 17. April 1977 4 Wochen \| 4 \| Mary MacGregor \| Torn Between Two Lovers Phil Jarrell, Peter Yarrow \| – \| \| 18. April 1977 – 8. Mai 1977 3 Wochen \| 3 \| David Soul \| Don’t Give Up on Us Tony Macaulay \| – \| \| 9. Mai 1977 – 26. Juni 1977 7 Wochen \| 7 \| Julie Covington \| Don’t Cry for Me Argentina Musik: Andrew Lloyd Webber; Text: Timothy Miles Bindon Rice \| – \| \| 27. Juni 1977 – 3. Juli 1977 1 Woche \| 1 \| Little River Band \| Help Is on Its Way Glenn Barrie Shorrock \| – \| \| 4. Juli 1977 – 7. August 1977 5 Wochen \| 5 \| Dr. Hook \| Walk Right In Gus Cannon, Hosea Woods \| – \| \| 8. August 1977 – 11. September 1977 5 Wochen \| 5 \| Peter Allen \| I Go to Rio Adrienne Anderson, Peter W. Allen \| – \| \| 12. September 1977 – 9. Oktober 1977 4 Wochen \| 4 \| Carole Bayer Sager \| You’re Moving Out Today Bruce Roberts, Bette Midler, Carole Bayer Sager \| – \| \| 10. Oktober 1977 – 16. Oktober 1977 1 Woche \| 1 \| Donna Summer \| I Feel Love Peter Bellotte, Giorgio Moroder, Donna Summer \| – \| \| 17. Oktober 1977 – 4. Dezember 1977 7 Wochen \| 7 \| Andy Gibb \| I Just Want to Be Your Everything Barry Alan Gibb \| – \| \| 5. Dezember 1977 – 11. Dezember 1977 1 Woche \| 1 \| Rod Stewart \| You’re in My Heart (The Final Acclaim) Roderick David Stewart \| – \| \| 12. Dezember 1977 – 26. Februar 1978 11 Wochen \| 11 \| Wings \| Mull of Kintyre Denny Laine, Paul James McCartney \| – \| |                                          |                                          |                                                                                        |                           |
| ← 1976 |                                          |                                          |                                                                                        | → 1978 →                  |
| Zeitraum | Wo. ges.                                 | Interpret                                | Titel Autor(en)                                                                        | Zusätzliche Informationen |
| (Zeitraum, Wochen auf Platz eins, Interpret, Titel, Autor[en], zusätzliche Informationen) |                                          |                                          |                                                                                        |                           |
| 27. Dezember 1976 – 30. Januar 1977 5 Wochen | 5                                        | Chicago                                  | If You Leave Me Now Peter P. Cetera                                                    | –                         |
| 31. Januar 1977 – 20. März 1977 7 Wochen | 7                                        | Pussyfoot                                | The Way You Do It Mick Flinn                                                           | –                         |
| 21. März 1977 – 17. April 1977 4 Wochen | 4                                        | Mary MacGregor                           | Torn Between Two Lovers Phil Jarrell, Peter Yarrow                                     | –                         |
| 18. April 1977 – 8. Mai 1977 3 Wochen | 3                                        | David Soul                               | Don’t Give Up on Us Tony Macaulay                                                      | –                         |
| 9. Mai 1977 – 26. Juni 1977 7 Wochen | 7                                        | Julie Covington                          | Don’t Cry for Me Argentina Musik: Andrew Lloyd Webber; Text: Timothy Miles Bindon Rice | –                         |
| 27. Juni 1977 – 3. Juli 1977 1 Woche | 1                                        | Little River Band                        | Help Is on Its Way Glenn Barrie Shorrock                                               | –                         |
| 4. Juli 1977 – 7. August 1977 5 Wochen | 5                                        | Dr. Hook                                 | Walk Right In Gus Cannon, Hosea Woods                                                  | –                         |
| 8. August 1977 – 11. September 1977 5 Wochen | 5                                        | Peter Allen                              | I Go to Rio Adrienne Anderson, Peter W. Allen                                          | –                         |
| 12. September 1977 – 9. Oktober 1977 4 Wochen | 4                                        | Carole Bayer Sager                       | You’re Moving Out Today Bruce Roberts, Bette Midler, Carole Bayer Sager                | –                         |
| 10. Oktober 1977 – 16. Oktober 1977 1 Woche | 1                                        | Donna Summer                             | I Feel Love Peter Bellotte, Giorgio Moroder, Donna Summer                              | –                         |
| 17. Oktober 1977 – 4. Dezember 1977 7 Wochen | 7                                        | Andy Gibb                                | I Just Want to Be Your Everything Barry Alan Gibb                                      | –                         |
| 5. Dezember 1977 – 11. Dezember 1977 1 Woche | 1                                        | Rod Stewart                              | You’re in My Heart (The Final Acclaim) Roderick David Stewart                          | –                         |
| 12. Dezember 1977 – 26. Februar 1978 11 Wochen | 11                                       | Wings                                    | Mull of Kintyre Denny Laine, Paul James McCartney                                      | –                         |

## Alben
| ← 1976 ← | Liste der Nummer-eins-Hits in Australien | Liste der Nummer-eins-Hits in Australien | Liste der Nummer-eins-Hits in Australien | 1978 →                    |
| \| Zeitraum \| Wo. ges. \| Interpret \| Titel \| Zusätzliche Informationen \| \| (Zeitraum, Wochen auf Platz eins, Interpret, Titel, zusätzliche Informationen) \| \| \| \| \| \| ------------------------------------------------------------------------------ \| -------- \| ------------------------ \| ----------------------- \| ------------------------- \| \| 22. November 1976 – 16. Januar 1977 8 Wochen \| 8 \| ABBA \| Arrival \| – \| \| 17. Januar 1977 – 10. April 1977 12 Wochen \| 12 \| Eagles \| Hotel California \| – \| \| 11. April 1977 – 17. April 1977 1 Woche (insgesamt 8) \| 8 \| Fleetwood Mac \| Rumours \| – \| \| 18. April 1977 – 19. Juni 1977 9 Wochen \| 9 \| Electric Light Orchestra \| A New World Record \| – \| \| 20. Juni 1977 – 23. Oktober 1977 18 Wochen \| 18 \| Boz Scaggs \| Silk Degrees \| – \| \| 24. Oktober 1977 – 27. November 1977 5 Wochen (insgesamt 8) \| 8 \| Fleetwood Mac \| Rumours \| – \| \| 28. November 1977 – 29. Januar 1978 9 Wochen \| 9 \| Rod Stewart \| Foot Loose & Fancy Free \| – \| |                                          |                                          |                                          |                           |
| ← 1976 |                                          |                                          |                                          | → 1978 →                  |
| Zeitraum | Wo. ges.                                 | Interpret                                | Titel                                    | Zusätzliche Informationen |
| (Zeitraum, Wochen auf Platz eins, Interpret, Titel, zusätzliche Informationen) |                                          |                                          |                                          |                           |
| 22. November 1976 – 16. Januar 1977 8 Wochen | 8                                        | ABBA                                     | Arrival                                  | –                         |
| 17. Januar 1977 – 10. April 1977 12 Wochen | 12                                       | Eagles                                   | Hotel California                         | –                         |
| 11. April 1977 – 17. April 1977 1 Woche (insgesamt 8) | 8                                        | Fleetwood Mac                            | Rumours                                  | –                         |
| 18. April 1977 – 19. Juni 1977 9 Wochen | 9                                        | Electric Light Orchestra                 | A New World Record                       | –                         |
| 20. Juni 1977 – 23. Oktober 1977 18 Wochen | 18                                       | Boz Scaggs                               | Silk Degrees                             | –                         |
| 24. Oktober 1977 – 27. November 1977 5 Wochen (insgesamt 8) | 8                                        | Fleetwood Mac                            | Rumours                                  | –                         |
| 28. November 1977 – 29. Januar 1978 9 Wochen | 9                                        | Rod Stewart                              | Foot Loose & Fancy Free                  | –                         |